# セントルイス・ヘーゲル主義
セントルイス・ヘーゲル主義（St. Louis Hegelians）とは、アメリカ合衆国ミズーリ州セントルイスを拠点として1860年代に台頭した思想および活躍した思想家たちのグループである。
彼らはドイツ観念論やヘーゲル主義の影響を受けていた。 
主導者はウィリアム・トーリー・ハリスとヘンリー・コンラッド・ブロックマイヤーで、1867年から1893年にかけて『Journal of Speculative Philosophy』という非神学的な雑誌を発行し、初期にはジョサイア・ロイスによるフリードリヒ・シラーに関する論考が掲載された。 このグループの他のメンバーには、ウィリアム・マッケンドリー・ブライアントとトーマス・デイヴィッドソンがいた。

## 超絶主義について
セントルイス・ヘーゲル主義は、同時代のアメリカの超絶主義者たちの影響を受けながらも、彼らを様々な角度から見ていた。雑誌の創刊号に掲載されたハリスの論考「The Speculative」において、ハリスは超絶主義を批判し、それが個人主義のみに焦点を当て、社会における人の「他の個人との相互関係」という「否定的な」要素には焦点を当てておらず、それにより個人の「弁証法を切り捨ててしまっている」と主張している。